# Immer heiterer
Immer heiterer ist ein Walzer von Johann Strauss Sohn (op. 235). Das Werk wurde am 20. Februar 1860 im Tanzlokal Zum Sperl erstmals aufgeführt.

## Einzelnachweis
1. ↑  Quelle: Englische Version des Booklets (Seite 63) in der 52 CDs umfassenden Gesamtausgabe der Orchesterwerke von Johann Strauß (Sohn), Hrsg. Naxos (Label). Das Werk ist als siebter Titel auf der 22. CD zu hören.